# Rafa Koralowa Belize
Rafa Koralowa Belize – koralowa rafa barierowa, położona u wybrzeży Belize. Jest uznawana za trzecią najdłuższą rafę na świecie (po Wielkiej Rafie Koralowej w Australii oraz Rafie Koralowej w Nowej Kaledonii) i najdłuższą na półkuli zachodniej. Jest domem dla wielu zagrożonych wyginięciem gatunków zwierząt. Została wpisana na listę światowego dziedzictwa UNESCO. W latach 2009–2018 obiekt figurował także na liście Dziedzictwa Zagrożonego.

## Położenie
Rafa Koralowa Belize położona jest u wybrzeży Belize, w pobliżu krawędzi szelfu kontynentalnego. Odległość od wybrzeża rośnie od 25 kilometrów na północy do 50 kilometrów na południu. Łączna długość rafy wynosi około 250 kilometrów, a jej głębokość waha się od 5 do 50 metrów. Na południowym krańcu wygina się w kierunku wschodnim, tworząc charakterystyczny łuk. Na prawie całej swojej długości jest rafą barierową. Na północy, w pobliżu granicy Belize i Meksyku przeistacza się w rafę przybrzeżną. W oddaleniu 16 kilometrów od wybrzeża położone są trzy z czterech koralowych atoli na Karaibach: Turneffe, Glover's Reef oraz Lighthouse Reef.
Wraz z rafami koralowymi u wybrzeży Hondurasu i Meksyku, Rafa Koralowa Belize wchodzi w skład Wielkiej Mezoamerykańskiej Rafy Koralowej. Jest uznawana za najdłuższą rafę na Karaibach, choć w pobliżu Kuby i Florydy znajdują się ciągi raf, które konkurują z nią o ten tytuł.

## Walory przyrodnicze

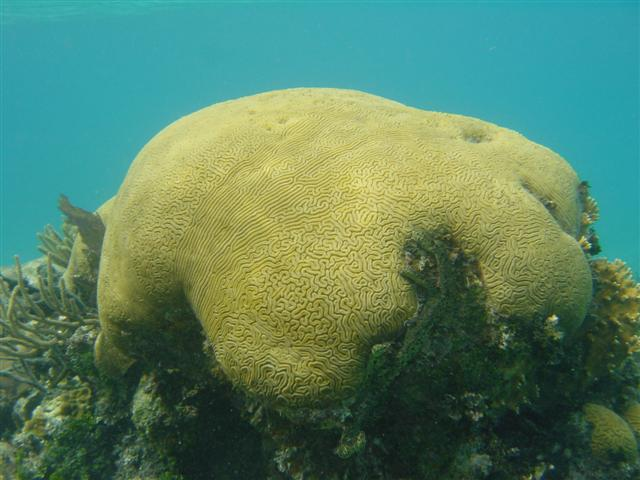
Koralowiec z rodziny Mussidae

Na obszarze Rafy Koralowej Belize opisano 178 lądowych i 247 morskich gatunków roślin, a także przeszło 500 gatunków ryb, 65 gatunków koralowców, 45 gatunków stułbiopławów oraz 350 gatunków mięczaków. Schronienie odnajduje tam wiele chronionych gatunków gadów, takich jak żółw zielony, żółw szylkretowy, karetta, czy krokodyl amerykański. Na atolach i ławach koralowych żyje sporo ptaków, reprezentujących gatunki zagrożone wyginięciem. Na wyspie Half Moon Caye występuje licząca 3-4 tysiące osobników populacja głuptaków czerwononogich. Na Man-O-War Cay żyją głuptaki białobrzuche, a w obrębie Glover's Reef - rybołówki brunatne. Ponadto, na obszarze rafy koralowej występują pelikany brunatne oraz fregaty wielkie.
U wybrzeży Belize, na obszarze rafy koralowej, żyje populacja zagrożonych wyginięciem manatów karaibskich, która liczy od 300 do 700 osobników i jest uznawana za największą na świecie. W celu ochrony tych zwierząt w 1991 roku rząd Belize powołał Specjalną Strefę Rozwoju Manatów, która obejmuje 115 tysięcy akrów (ponad 450 kilometrów kwadratowych) terenu o zróżnicowanym charakterze, w tym lasy namorzynowe, laguny i nabrzeża.

## Historia
Badania na wybrzeżu Belize oraz okolicznych wyspach wykazały, że rafa koralowa była użytkowana już 2 500 lat temu przez prekolumbijskich Majów. Lud ten czerpał korzyści z istnienia rafy głównie poprzez rozwój rybołówstwa. Od IV wieku p.n.e. do X wieku n.e. na wyspach w okolicy wybrzeży Belize przeprowadzano także uroczystości oficjalne oraz pochówki. W wyniku upadku cywilizacji Majów rafa koralowa przestała być obiektem zainteresowania amerykańskich ludów i pozostała nienaruszona aż do przybycia do Ameryki Europejczyków. 
Hiszpanie używali licznych wysp w obrębie rafy do gromadzenia słodkiej wody oraz naprawy statków. W XVII wieku rejony te stały się domem dla piratów i korsarzy, którzy atakowali hiszpańskie i brytyjskie statki handlowe. W późniejszym okresie wielu z piratów, jak również purytańskich kupców z Wybrzeża Moskitów osiedliło się na stałe na wyspach rafy koralowej, stając się rybakami i plantatorami. Później na obszar rafy napływali Garifuna, a także imigranci z Meksyku.

## Zagrożenia i ochrona

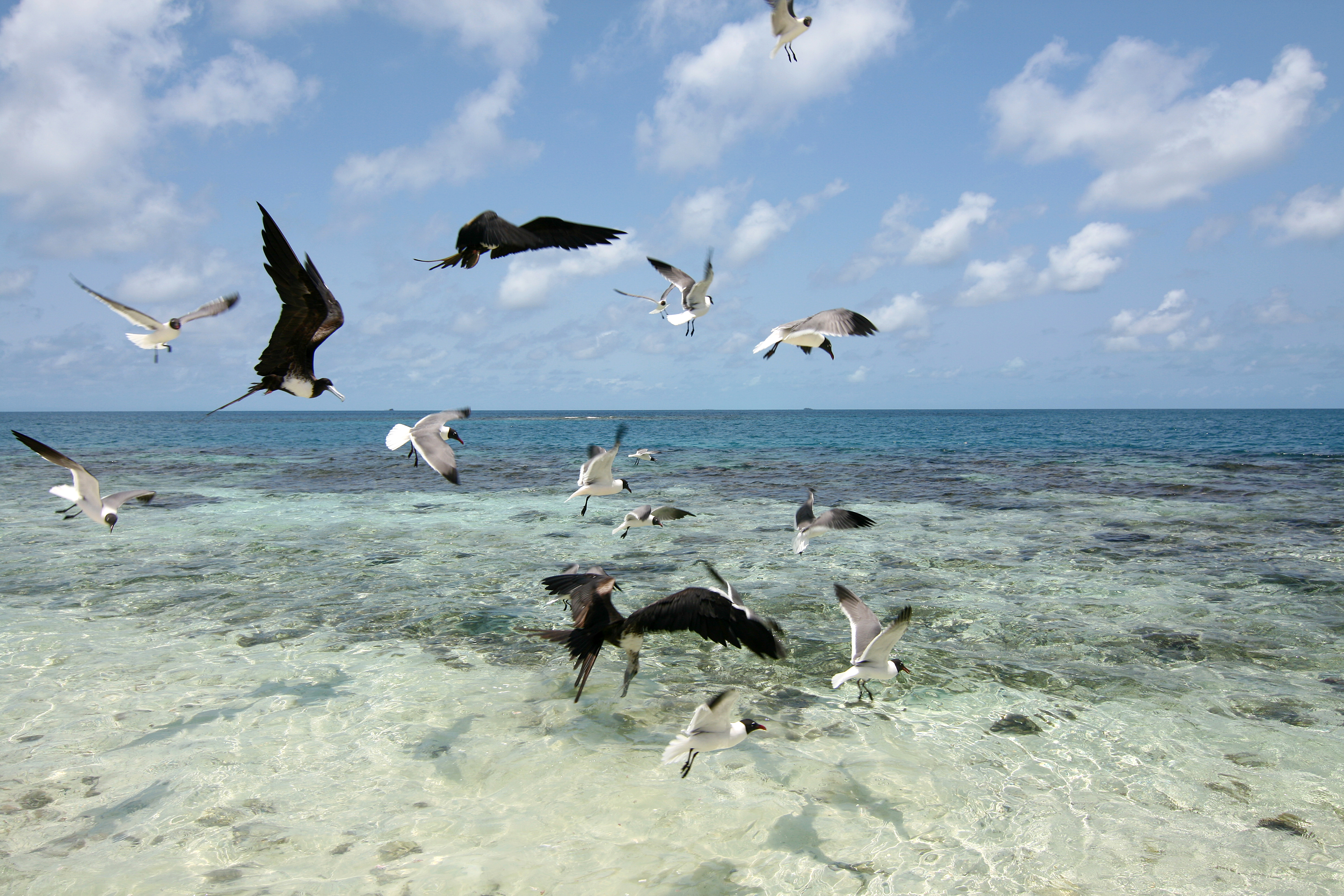
Fregaty i mewy karaibskie w pobliżu Silk Caye

Do głównych zagrożeń dla istnienia rafy koralowej zalicza się rybołówstwo, sedymentację osadów, stosowanie nawozów sztucznych, odprowadzanie ścieków do morza oraz wydobycie surowców naturalnych. W 1998 roku w Belize funkcjonowało 2 tysiące rybaków, korzystających z 350 łodzi rybackich. Najchętniej łowi się w tych rejonach homary i ślimaki. Niebezpieczne dla rozwoju rafy koralowej jest także rozprzestrzenianie się w jej rejonie gatunku inwazyjnego - charakterystycznych dla Oceanu Indyjskiego i Spokojnego ryb z rodzaju pterois (skrzydlice).
Istnieniu rafy koralowej zagrażają także czynniki naturalne. Należą do nich niszczycielskie huragany, które regularnie nawiedzają Belize. W 1961 r. huragan Hattie doprowadził do obumarcia znacznej części obszaru. Miejscami żyjąca pokrywa koralowa została wówczas zredukowana o 80%. Od lat 70. XX wieku w związku z chorobą koralowców zmniejsza się populacja gatunków z rodzaju acropora.
W celu zapobieżenia dalszym ubytkom w różnorodności biologicznej obszaru, u wybrzeży Belize stworzono System Rezerwatów Rafy Koralowej Belize, obejmujący siedem obszarów chronionych: Park Narodowy Bacalar Chico z Rezerwatem Morskim (o powierzchni 10 700 ha), Pomnik Przyrody Great Blue Hole (4 100 ha), Pomnik Przyrody Half Moon Caye (3 900 ha), Rezerwat South Water Caye (29 800 ha), Rezerwat Glover's Reef (30 800 ha), Park Narodowy Laughing Bird Caye (4 300 ha) oraz Rezerwat Sapodilla Cayes (12 700 ha). W 2009 r. obszar ten wpisano na Listę Dziedzictwa Zagrożonego IUCN, zaś w 2018 r. z listy tej usunięto.